# Prešernova cesta, Ljubljana
Prešernova cesta je ena izmed cest v središču Ljubljane.

## Zgodovina
Leta 1949 je Mestni ljudski odbor Ljubljana preimenoval dotedanjo Bleiweisovo cesto.

### Nekdanja ulica
Do tedaj pa se je današnja Čopova imenovala Prešernova ulica.

### Današnja cesta
Po izgradnji Tivolske ceste (današnje Bleiweisove ceste) je cesta izgubila prometno povezovalno vlogo med Vičem in Šiško.
Leta 1980 je sledilo radikalno skrajšanje ceste, in sicer le na predel med Gosposvetsko cesto in Trgom mladinskih delovnih brigad; večji del ceste je bil preimenovan v Cesto VII. korpusa.

## Urbanizem
Cesta poteka od križišča z Rimsko cesto pri Trgu mladinskih delovnih brigad do križišča z Bleiweisovo cesto.
Na cesto se (od severa proti jugu) povezujejo: Cankarjeva cesta, Tomšičeva in Šubičeva ulica, Veselova ulica, Valvasorjeva ulica, Erjavčeva cesta, Gregorčičeva ulica ter Vrtača.
Ob cesti se nahajajo:
- Pravoslavna cerkev v Ljubljani,
- Narodna galerija,
- Moderna galerija,
- Vila Ebenspanger,
- Veleposlaništvo ZDA v Sloveniji,
- Narodni muzej,
- Prirodoslovni muzej Slovenije,
- Veleposlaništvo Nemčije v Sloveniji,
- Avstrijski konzulat,
- Častni konzulat Indonezije,
- Policijska uprava Ljubljana,
- Mladika,
- Cankarjev dom,
- Predsedniška palača,
- Ekonomska šola Ljubljana,...

## Javni potniški promet
Po delu Prešernove ceste potekajo trase mestnih avtobusnih linij št. 14, 18 in 18L.  Na odseku je eno enosmerno postajališče mestnega potniškega prometa.

### Postajališče MPP
| smer jug - sever \| postajališče \| št. linije \| \| -------------------- \| ----------- \| \| 602011 Cankarjev dom \| 14, 18, 18L \| |             |
| postajališče | št. linije  |
| 602011 Cankarjev dom | 14, 18, 18L |